# فایو گایز
فایو گایز (انگلیسی: Five Guys) رستوران زنجیره‌ای آمریکایی است، که در سال ۱۹۸۶ توسط جری مارل در آرلینگتون، ویرجینیا تأسیس شد. شرکت فایو گایز هم‌اکنون مالک شبکه‌ای از ۱٬۵۰۰ شعبه در کشورهای کویت، قطر، امارات متحده عربی و عربستان سعودی، فرانسه، آلمان، ایرلند، لوکزامبورگ، هلند، ایتالیا، اسپانیا و بریتانیا، کانادا و ایالات متحده آمریکا می‌باشد. دفتر مرکزی این شرکت در شهر لورتون، ویرجینیا قرار دارد. خانواده مارل مالک کلیه سهام فایو گایز می‌باشد.